# 考洛喬

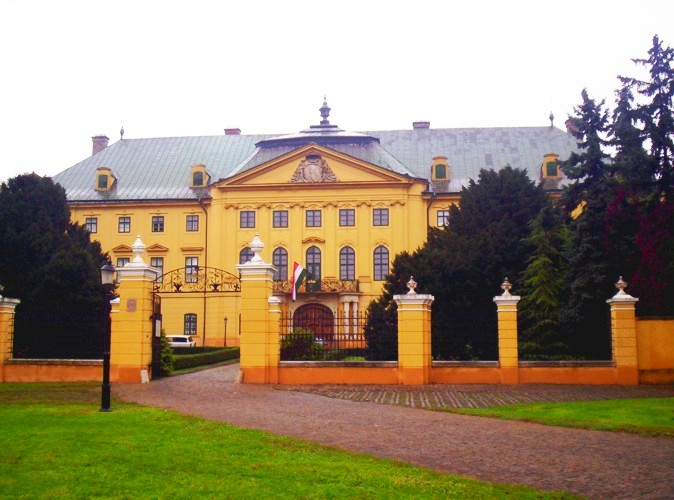

考洛喬是匈牙利的城鎮，位於該國南部，距離首都布達佩斯約88公里，由巴奇-基什孔州負責管轄，面積53.18平方公里，2011年人口17,165，其中約七成居民信奉天主教。

## 外部連結
- Kalocsa Embroidery with beautiful needlework patterns （页面存档备份，存于）
- Catholic Encyclopedia article （页面存档备份，存于）
- Aerial photography: Kalocsa （页面存档备份，存于）

46°32′00″N 18°59′08″E / 46.53333°N 18.98556°E